# نزهة الغصين
نزهة يعقوب الغصين، أو نزهة نسيبة (1926-2013) هي ناشطة سياسية وحقوقية، ساعدت في إنشاء العديد من المؤسسات النسائية في الضفة الغربية والقدس، ونظمت أولى الاحتجاجات المدنية ضد الاحتلال الإسرائيلي بعد حرب حزيران/يونيو 1967. لقد أسست العديد من دور الأيتام والمدارس الخيرية، كما أسست جمعية الشابات المسلمات، وكانت تعمل لدعم السجناء السياسيين الفلسطينيين.

## حياتها المبكرة
ولدت نزهة في وادي حنين ونشأت فيما يُقال إنه أكبر منزل ريفي في فلسطين، وقد دخلت عالم السياسة في وقت مبكر عندما كان والدها، يعقوب الغصين، أول زعيم فلسطيني نفاه البريطانيون في عام 1936. وبعد ذلك رأت المنظمات الإرهابية اليهودية تعرض منزلها الريفي للقنابل الحارقة أثناء الاضطرابات. وتزوجت من أنور بك نسيبة عام 1942 الذي كان يمارس السياسة أيضًا مع والدها.
عندما فشلت عملية البتر الثانية لزوجها (نتيجة لجرح أصيب به في حرب 1948) وتم إخبارها بوجود عقار بريطاني معجزة متوفر في السوق السوداء يسمى البنسلين، قادت السيارة مع كاتب العدل الخاص بزوجها من بيروت إلى القدس (147 ميلاً). تحت قصف عنيف في المراحل الأخيرة من حرب 1948، جمعت بعض السجاد الفارسي والأواني الفضية من منزلها (شاهدته للمرة الأخيرة) وعادت بالسيارة إلى بيروت، وباعت ممتلكاتها واشترت البنسلين الذي أنقذ زوجها.

## النشاط
نظمت واحدة من أولى المظاهرات الوطنية الفلسطينية ضد إدارة الملك حسين بعد غارة شارون على قرية السموع عام 1966. في هذه الأثناء، عملت مع هند الحسيني وأمل سحر في إنشاء العديد من دور الأيتام والمدارس الخيرية للفتيات اللاجئات بالإضافة إلى الحملات من أجل حقوق المرأة وإنشاء معاهد نسائية.
بعد سقوط القدس عام 1967، نظمت أول احتجاج مدني ضد الاحتلال الإسرائيلي، والذي كان مكونًا بالكامل من النساء، والذي أعقبه عدة اعتصامات احتجاجية وإضرابات عن الطعام جذبت انتباه وسائل الإعلام إلى القضية الفلسطينية. ونظمت إقامة نصب تذكارية لإحياء ذكرى قبور الجنود العرب الذين سقطوا في ذلك الصراع، وقد أزال الجيش الإسرائيلي هذه العلامات في وقت لاحق، وأصبحت بشكل متزايد هدفًا لاهتمام الأمن الإسرائيلي الذي غالبًا ما كان يعتقلها للاستجواب في الساعات الأولى من الصباح.
ومع ذلك، عملت لدعم الأسرى السياسيين الفلسطينيين، وتنظيم توصيل المواد الغذائية وطرود الملابس لهم والمساعدة في إعادة تأهيلهم بمجرد إطلاق سراحهم من السجون العسكرية الإسرائيلية. بحلول منتصف السبعينيات، وأطلقت أول فرقة تمثيلية فلسطينية قدمت أول مسرحية سياسية فلسطينية على مسرح جمعية الشبان المسيحية في القدس في عام 1976. ولاقت استحسانًا فلسطينيًا، لكن الرقابة الإسرائيلية أغلقته بعد ليلة واحدة.
ومع تقدمها في السن، كرست نفسها بشكل متزايد لمنظماتها النسائية والجمعيات الخيرية، ولا سيما جمعية الشابات المسيحية في القدس وغزة، التي أسستها عام 1979 وكانت رئيسة أو مديرة لها. قدمت مراكز جمعية الشابات المسيحية التدريب المهني وقامت بتدريس مهارات تكنولوجيا المعلومات، كما قام فرع القدس أيضًا بتشغيل "مدرسة للفتيات ومكتبة ووحدة إنتاج حرفي".
لقد كانت شعبوية ذات ميول يسارية طوال حياتها، وقد جمعت بين العمل الخيري والتمكين الاقتصادي كوسيلة للتحرر السياسي للفقراء، وخاصة النساء. ورغم أن زواجها كان مرتباً، وأنها كانت تنتمي إلى الطيف السياسي المعاكس لزوجها، إلا أنهما شكلا ثنائياً سياسياً فعالاً في القدس المحتلة. وقد خلفت وراءها أطفالها السبعة: منيرة؛ صيدا؛ زكي؛ سري، حاتم؛ وصقر.
أقيمت جنازتها في 22 ديسمبر 2013 في الحرم الشريف في القدس وكانت أكبر جنازة شهدتها القدس منذ جنازة زوجها الذي توفي عام 1986. حصلت على لقب فارس القدس في عام 2010 تقديراً لتفانيها مدى الحياة في القدس.